# Седая (гора, Приморский край)
Седая — гора, расположена на главном водоразделе Сихотэ-Алиня. Вершина находится в 5 км к юго-западу от центра п. Краснореченский. В некоторые дни ранней осени или поздней весны на горе выпадает мокрый снег, отчего она приобретает белую раскраску, контрастирующую с остальными менее высокими сопками. Название горе дал И.С. Лапшин в 1930-х годах. Лапшин, один из первых жителей с. Верховье (ныне мкр. Горелое города Дальнегорска), был проводником в геологоразведочной партии С.Т. Игнатьева. В одном из маршрутов в верховьях р. Рудная (Тетюхе) шёл моросящий дождь, а вершину укутал снег, отчего она казалась седой.

### Рельеф
Отметка вершины — 1356,1 м над ур. моря. Имеет форму вытянутого с севера на юг гребня, с характерным перегибом на северном склоне. Относительные превышения в горном массиве наиболее значительны на его северных склонах, от дна долины р. Рудной до вершины они составляют около 920 м. Восточный склон, обрывающийся в Шелеповский ключ, наиболее крут, его относительное превышение составляет около 800 м. Западные склоны имеют относительное превышение до 700 м. Наиболее пологий и низкий южный склон массива. Из верховьев кл. Кедровый (приток р. Седая, бассейн р. Журавлёвка) до вершины перепад высот составляет около 540 м. Асимметричный профиль характерен для вершин, расположенных вблизи и на основном водоразделе Сихотэ-Алиня, и г. Седая не является исключением. Процессы денудации наиболее ярко проявлены на крутых склонах бассейна р. Рудной. Вблизи вершины с восточной стороны расположены скальные обнажения, ниже по склону встречаются участки каменистых осыпей.
Седая является господствующей вершиной с южных и восточных направлений. Более значительные высоты, превышающие отметку вершины, находятся к северо-западу, на расстоянии более 16 км (г. Высокая 1381 м).

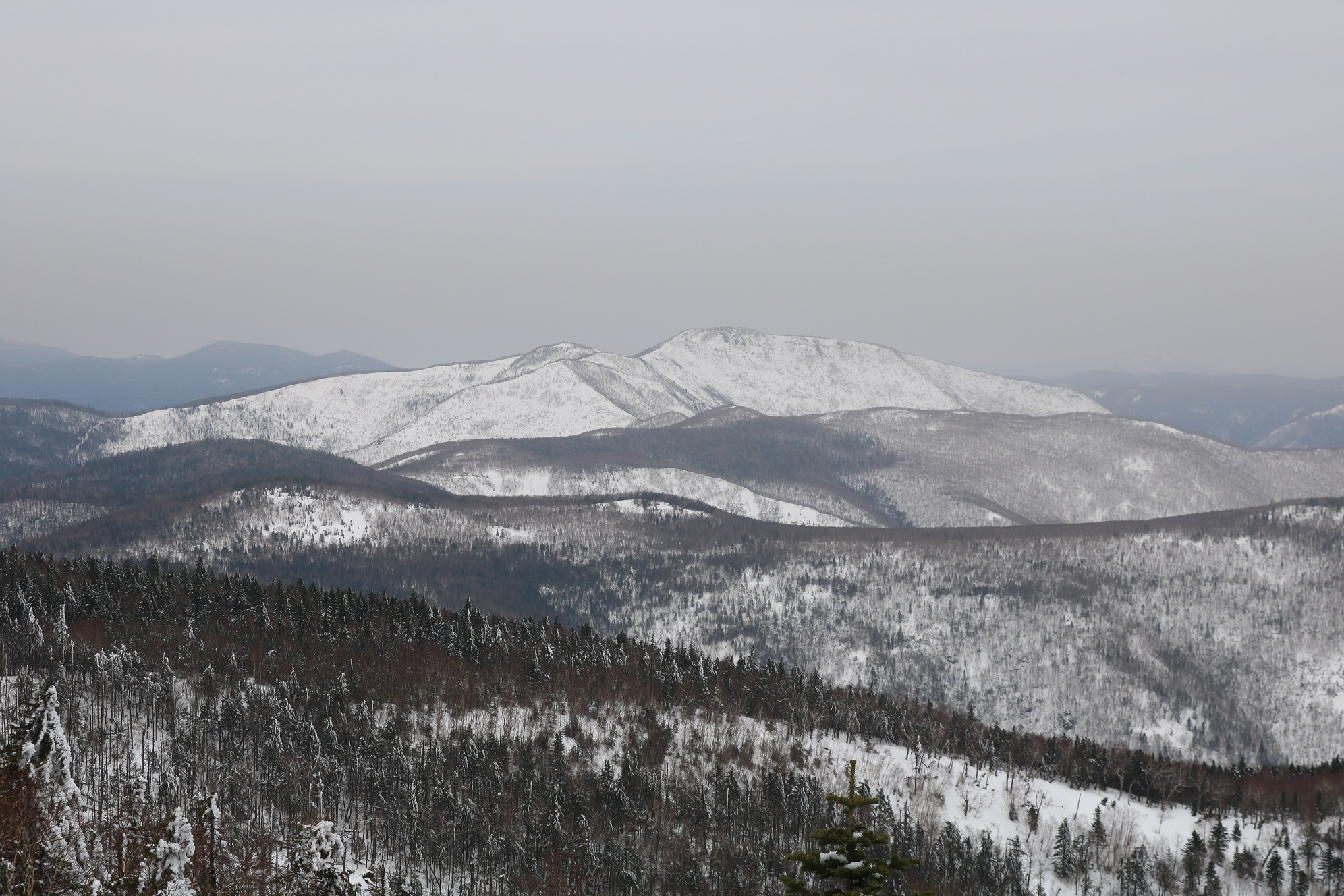
Вид на Седую с вершины Якут-горы

### Микроклимат
Средние температуры вблизи вершины приблизительно на 6 градусов ниже, чем в долине р. Рудной. Зимой разница в температуре не столь значительна из-за явления инверсии, когда холодный воздух застаивается в понижениях рельефа. Первый снег может выпадать уже в середине сентября, обычно он полностью тает в течение дня. Постоянный снежный покров устанавливается в конце октября — начале ноября. В течение зимы северо-западными ветрами на юго-восточный склон переметается значительная масса снега. На седловинах формируются снежные перемёты, на острых гребнях — снежные карнизы, которые полностью стаивают лишь в последних числах мая. Иногда мокрый снег выпадает даже в начале июня, самый поздний снегопад наблюдался на Седой в начале 1970-х годов 10 июня. Снег тогда не просто припорошил вершину, а покрыл все сопки, пригнув и поломав ветки деревьев с уже распустившейся листвой.

### Растительность
Несмотря на значительные по меркам Приморского края относительные превышения горного массива, высотная поясность, в плане изменения видового состава древостоя, проявлена слабо. Как у подножья, так и вблизи вершины произрастает, в основном, елово-берёзовый лес, лишь на южных и восточных склонах, вблизи подножья, можно встретить широколиственные породы деревьев. Высотная поясность выражается в изменении жизненных форм одних и тех же растений. С увеличением высоты над уровнем моря древостой становится разреженней, деревья более угнетёнными. В не меньшей степени, чем высота над уровнем моря, на характер растительности влияют крутизна и экспозиция склонов. На крутом восточном склоне, на маломощном каменистом почвенном покрове, распространены заросли низкорослых берёз и осин. На пологом западном — елово-берёзовый лес, по гривкам — паркового типа, с густыми приземистыми елями и искривлёнными берёзами, стоящими в отдалении друг от друга. На крутых участках склонов встречаются густые пихтачи, распространены также заросли рододендрона. В поясе горных тундр преобладает кустарничковая и травянистая растительность с брусничниками на восточном и северном склонах. На западном склоне вблизи вершины — сухостой, ольхово-берёзовый ерник.

Гора Седая на главном водоразделе Сихотэ-Алиня в верховьях р. Рудная

### Хозяйственная деятельность и туризм
Седая находится в сравнительно густонаселённом районе Дальнегорского городского округа. У подножья горы находится п. Краснореченский. Склоны горы изредка посещаются охотниками, но основную известность Седая приобрела среди сборщиков брусники. Ежегодно, в сентябре, наверх устремляются десятки самодеятельных заготовителей. Несмотря на то, что Седая расположена близко к населённым местам, добраться до брусничников непросто — автодороги наверх нет, а подъём пешком требует хорошей физподготовки. Количество собранной ягоды и площадь брусничников в последние десятилетия постепенно сокращаются, тем не менее Седая продолжает оставаться одним из самых известных мест сбора брусники для жителей Дальнегорского района.
В сфере горного туризма вершина имеет ряд достоинств, например, близость к населённым местам и транспортную доступность подножья сопки. При этом само восхождение по крутым склонам на значительную высоту представляет спортивный интерес. В ближайших окрестностях Дальнегорска это самая высокая и самая сложная для восхождения вершина (особенно зимой) в плане физической выносливости участников похода. Кроме того, с вершины открывается великолепный вид на большую часть территории Дальнегорского района. В ясную погоду можно увидеть микрорайон Горелое в Дальнегорске, морской горизонт и побережье в районе Рудной Пристани. Так же хорошо виден главный водораздел Сихотэ-Алиня, уходящий на северо-восток.